# Espace Indécent
Espace Indécent è un album di Ute Lemper pubblicato nel novembre 1993.

## Tracce
1. Parler d'amour – 3:42
2. Quand tu sortiras – 4:46
3. La malle etait fermee – 3:23
4. Espace indecent – 3:29
5. La peur – 4:31
6. La vague a femme – 3:24
7. Mes deux amants – 2:50
8. Dors mon etranger – 7:48
9. Le petit prince – 3:52
10. Cet enfant que je porte – 2:11